# رافيندرا غوبتا
البروفيسور رافيندرا «رافي» غوبتا (بالإنجليزية: Ravindra Gupta)‏ هو محاضر بارز في مركز أبحاث ويلكوم ترست الطبية الخيرية في العلوم السريرية بكلية لندن الجامعية هو رئيس مختبر غوبتا، في مارس/آذار 2019، نقل أن غوبتا ترأس المعالجة التي أدت إلى شفاء رجل تماما من مرض الإيدز أو فيروس نقص المناعة المكتسبة ولديه أيضا سرطان لمفومي أو مرض لمفوما هودجكين متقدم، بعد أن قام بعملية زراعة خلايا جذعية.